# Rockstar Games présente : Table Tennis
Rockstar Games présente : Table Tennis est un jeu vidéo de simulation de tennis de table sorti en novembre 2006 sur Xbox 360 et en octobre 2007 sur Wii. Le jeu a été développé par Rockstar San Diego et édité par Rockstar Games.
Table Tennis est le premier jeu à utiliser le moteur de jeu RAGE pour Rockstar Advanced Game Engine, qui est aussi utilisé dans Grand Theft Auto IV

## Système de jeu
Table Tennis est une simulation réaliste du tennis de table couramment appelé ping-pong. Le jeu met en scène deux joueurs équipés d'une raquette avec laquelle ils frappent la balle chacun leur tour en essayant d'amener l'adversaire à la faute.
Il est possible de placer la balle à n'importe quel endroit de la table et de varier les stratégies d'attaque et de défense.
Le jeu propose plusieurs types de coups tels que le coup lifté, le coup coupé, le coup avec effet à droite ou à gauche, l'amorti et le coup extra.